# Chrysina resplendens
El escarabajo de oro (Chrysina resplendens, antiguamente Plusiotis resplendens) es un escarabajo dorado que se encuentra en Costa Rica, Panamá, El Salvador y otros países de América Central.